# Salimen Júnior
José Salimen Júnior (Pelotas, 2 de fevereiro de 1934 – Porto Alegre, 30 de julho de 2011), mais conhecido como Salimen Júnior, foi jornalista, radialista, publicitário e empresário brasileiro. Foi rádio-ator, animador de auditório e pioneiro na implantação da televisão em cores no Brasil, com a primeira transmissão em cores da Festa da Uva (Caxias do Sul, 19 de fevereiro de 1972), pela TV Difusora.

## Biografia

### Infância
Filho de imigrantes sírios, começou a trabalhar muito cedo: com oito anos de idade já saia de bicicleta para fazer as entregas das compras feitas no armazém do pai, em Pelotas. Ainda menino começou a se revelar como comunicador: caçula de cinco filhos, costumava irradiar as partidas de botão dos irmãos.

### Carreira profissional
Aos 16 anos, estreou na Rádio Cultura, de Pelotas, como locutor esportivo e começou a trabalhar no vespertino Opinião Pública.
Em 1954, foi convidado a integrar a equipe da Rádio Farroupilha. Então, com 20 anos, mudou-se para Porto Alegre. Sua primeira função na rádio foi de locutor esportivo e, em seguida, ator de rádio-novelas.
Em 1957, virou animador de auditório, assumindo o comando do Vesperal Farroupilha, tendo como principal concorrente Maurício Sirotsky Sobrinho, da Rádio Gaúcha. Identificado como o “animador-galã”, trazia grandes astros da música brasileira a Porto Alegre, como Maysa, Hebe Camargo, Dercy Gonçalves, Jamelão, Cauby Peixoto, Ângela Maria. Foi eleito, por quatro vezes consecutivas, o melhor animador de rádio do Rio Grande do Sul.
A carreira na Farroupilha terminou em 1963, quando foi contratado pela Rádio Gaúcha, para assumir o programa de seu antigo concorrente, Maurício Sirotsky Sobrinho, que passou a se chamar MS, “M” de Maurício e “S” de Salimen.
Depois de um ano, passou a atuar na TV Gaúcha nos três anos seguintes e, em 1968, protagonizou um momento marcante da história da imprensa gaúcha fundando a TV Difusora, com Walmor Bergesch.
Como Diretor-Superintendente da TV Difusora, Canal 10, hoje Bandeirantes, liderou a audiência no Rio Grande do Sul e foi pioneiro na implantação da transmissão em cores na televisão brasileira e na América Latina. Honrando as origens gaúchas, o primeiro evento escolhido para ser transmitido em cores em rede nacional foi a Festa da Uva, de Caxias do Sul, em 19 de fevereiro de 1972. A primeira estação do país a se equipar inteiramente a cores entrou no ar no dia 10 de outubro de 1969 e teve, sob seu comando, destaques no Brasil como: Melhor Desempenho Empresarial, pela Revista Visão, e Melhor Emissora do Ano, pela Revista Propaganda.
Teve passagens ainda como conselheiro da Reemtsma Cigarettenfabriken-GM, da Alemanha, foi diretor do Grupo Construtora Maguefa e da empresa Crédito Imobiliário Sulbrasileiro. Atuou em propaganda nas agências Panam - Casa de Amigos, Salimen & Franchini, Publivar e Símbolo Comunicação, em Porto Alegre.
Foi diretor de expansão do Jornal do Comércio, de Porto Alegre, onde também produzia uma página semanal, a Business'n'Business, na qual eram apresentados nomes importantes do Rio Grande do Sul. Sua maior criação nesse veículo foi o Caderno Dia do Médico, único da imprensa escrita brasileira.
Salimen foi Cidadão de Porto Alegre (1993, quando Tarso Genro era Prefeito), Jovem Destaque da Câmara Júnior de Porto Alegre (1969), Publicitário do Ano (1971, pela ARP), Vice-presidente da Federasul, Conselheiro do Museu Júlio de Castilhos, de Porto Alegre, Membro da Associação dos Amigos do Museu de Arte do Rio Grande do Sul (Margs) e Irmão da Santa Casa de Misericórdia de Porto Alegre. 
Em 2009, teve sua trajetória profissional narrada no livro Salimen, uma História Escrita em Cores, escrito pela jornalista Carla Santos. Em 2021, através do Vereador Pablo Melo, foi homenageado com uma ponte em seu nome em Porto Alegre, a Ponte José Salimen Júnior, localizada sobre o arroio Dilúvio, na Avenida Ipiranga, em frente ao Museu de Ciências e Tecnologia da PUCRS.
José Salimen Júnior faleceu no sábado, dia 30 de julho de 2011, vitimado de um câncer.